# Sublimering (psykologi)
 For alternative betydninger, se Sublimation.
Sublimering er omstilling af en primitiv drift mod et sublimt (ophøjet) mål. Der er tale om en af de højst udviklede forsvarsmekanismer. Ifølge Sigmund Freud er sublimering en psykisk proces, der fører til, at driftsenergien ”ophøjes” (sublimeres) fra at blive brugt til en simpel tilfredsstillelse af drifterne til at blive brugt til andre aktiviteter, der sættes højt i samfundet. Det kan f.eks. være, at den energi, der er knyttet til seksualdriften, sublimeres til udøvelse af videnskab og kunst. Det var det, der skete for N.F.S. Grundtvig, da han i en periode i sin ungdom led af ulykkelig kærlighed. Han skrev i sin dagbog: ”Jeg må vel kalde en lykke, at min kærlighed var ulykkelig, siden den gjorde mig virksom og bidrog til mine kundskabers forøgelse.” (Dagbogsoptegnelse, 10. sept. 1806)